# Hangassaari (ö i Östra Lappland, lat 66,33, long 27,99)
Hangassaari är en ö i Finland. Den ligger i sjön Ala-Suolijärvi och Oivanjärvi och i kommunen Posio i den ekonomiska regionen  Östra Lapplands ekonomiska region  och landskapet Lappland, i den norra delen av landet, 700 km norr om huvudstaden Helsingfors. Öns area är 1,6 hektar och dess största längd är 290 meter i öst-västlig riktning.